# 12e Haarlem Basketball Week
De 12e editie van de Haarlem Basketball Week werd gehouden van 27 december 1993 tot en met 2 januari 1994 in het Kenemer Sportcentrum. Het evenement werd bezocht door ongeveer 16.000 toeschouwers.

## Poule A
- Canada
- Mustang Jeans Den Helder
- KK Zagreb

## Poule B
- Olympique d'Antibes
- Canoe Jeans Den Bosch
- Israël All Stars

## Uitslagen

### Groepsfase

#### Poule A
- 27 december 1993
  - Mustang Jeans Den Helder 63 vs 67 KK Zagreb

- 28 december 1993
  - Canada 85 vs 83 Mustang Jeans Den Helder

- 29 december 1993
  - KK Zagreb 91 vs 99 Canada

#### Poule B
- 27 december 1993
  - Olympique d'Antibes 96 vs 80 Canoe Jeans Den Bosch

- 28 december 1993
  - Israël All Stars 77 vs 91 Olympique d'Antibes

- 29 december 1993
  - Canoe Jeans Den Bosch 87 vs 82 Israël All Stars

#### Poule X
- 1.  7 Up Joventut Badalona
- 2.  Canada (no. 1 uit poule A)
- 3.  Canoe Jeans Den Bosch (no. 2 uit poule B)

#### Poule Y
- 1.  Iraklis Thessaloniki BC
- 2.  Olympique d'Antibes (no. 1 uit poule B)
- 3.  KK Zagreb (no. 2 uit poule A)

- 30 december 1993
  - Iraklis Thessaloniki BC 73 vs (Y3) 79 KK Zagreb          (7)
  - (X2-X3) Canada 74 vs 101 Canoe Jeans Den Bosch (8)

- 31 december 1993
  - (Y2-Y3) Olympique d'Antibes 92 vs 79 KK Zagreb
  - 7 Up Joventut Badalona 78 vs (verl.8) 89 Canada

- 1 januari 1994
  - (A3-B3) Mustang Jeans Den Helder 93 vs 78 Israël All Stars (7e/8e plaats)
  - Iraklis Thessaloniki BC 67 vs (Y2) 110 Olympique d'Antibes
  - 7 Up Joventut Badalona 92 vs (win.8) 61 Canoe Jeans Den Bosch

- 2 januari 1994
  - (no.3 poule X - no.3 poule Y) Canada 90 vs 65 Iraklis Thessaloniki BC (5e/6e plaats)
  - (no.2 poule X - no.2 poule Y) Canoe Jeans Den Bosch 75 vs 78 KK Zagreb (3e/4e plaats)
  - (no.1 poule X - no.1 poule Y) 7 Up Joventut Badalona 86 vs 90 Olympique d'Antibes (na verlenging) (1e/2e plaats)

## Eindstand
- 1.  Olympique d'Antibes
- 2.  7 Up Joventut Badalona
- 3.  KK Zagreb
- 4.  Canoe Jeans Den Bosch
- 5.  Canada
- 6.  Iraklis Thessaloniki BC
- 7.  Mustang Jeans Den Helder
- 8.  Israël All Stars